# Heorhij Majboroda
Heorhij Majboroda (ukrainsk: Георгій Іларіонович Майборода, tr. Heorhij Ilarionovytj Majboroda; født 1. december 1913 i Pelekhivsjtsjyna, Poltava guvernement, Det Russiske Kejserrige, død 6. december 1992 i Kyiv, Ukraine) var en ukrainsk sovjetisk komponist og lærer. Majboroda studerede på Gliere Musikkonservatorium i Kijev hvor han blev uddannet (1941). Han underviste samme sted som lærer i komposition (1952-1958).
Han har skrevet 4 symfonier, orkesterværker, 2 klaverkoncerter, violinkoncert, scenemusik etc.

## Udvalgte værker
- Symfoni nr. 1 (1940) - for orkester
- Symfoni nr. 2 "Forår" (1953) - for orkester
- Symfoni nr. 3 "Sommer" (1976) - for orkester
- Symfoni nr. 4 "Efterår" (1989) - for orkester